# Provincia di Mariscal Cáceres
La provincia di Mariscal Cáceres è una provincia del Perù, situata nella regione di San Martín.

## Geografia antropica

### Suddivisioni amministrative
È divisa in cinque distretti:
- Campanilla (Campanilla)
- Huicungo (Huicungo)
- Juanjuí (Juanjuí)
- Pachiza (Pachiza)
- Pajarillo (Pajarillo)